# (20836) Marilytedja
(20836) Marilytedja (2000 UE51) – planetoida z pasa głównego asteroid okrążająca Słońce w ciągu 5,2 lat w średniej odległości 3 j.a. Odkryta 24 października 2000 roku.